# 比利亞納島

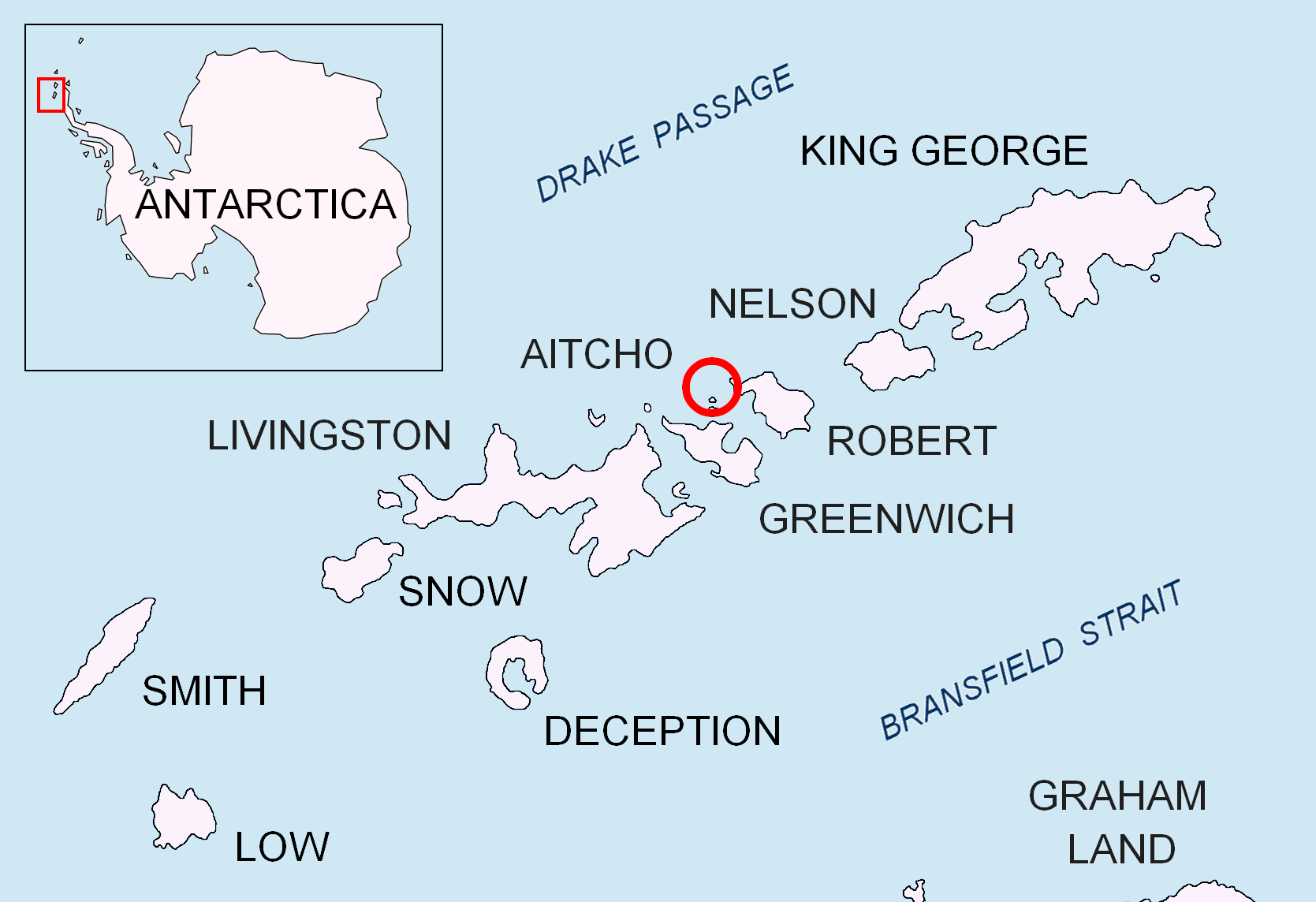

62°23′05″S 59°45′47″W / 62.38472°S 59.76306°W
比利亞納島（英語：Bilyana Island）是南極洲的島嶼，屬於南設得蘭群島中艾秋群島的一部分，位於豪爾赫島以南0.1公里、巴里恩托斯島西北1.9公里和埃米琳島東北1.45公里，長0.45公里、寬0.9公里，面積0.1平方公里。